# Franska protektoratet Kambodja
Franska protektoratet Kambodja var ett franskt protektorat i Kambodja från 1863 och senare en beståndsdel i Franska Indokina fram till 1949.

## Befolking
Huvuddelen av befolkningen var khmerer. Av andra folk fanns 1910 40 000 muslimska malajer, omkring 120 000 kineser, 70 000 vietnameser, och omkring 500 européer.

## Näringsliv
Landets huvudnäring var jordbruk. Huvudsakligen odlades ris samt vidare bomull, tobak, majs, kanel, kaffe, peppar (årligen 750 000 kg), indigo, kardemumma, areka- och muskotnötter. Dessutom utvann man palmsocker, vax och gummi samt drev betydande silkesodling och fiske. Vackra siden- och bomullsvävnader tillverkades.
Kambodja hade bara blott två hamnstäder, Kampot och Sre Ambel, men största delen av handeln över havet gick över Saigon i Kochinkina. Importen bestod mest av salt, vin, vävnader och vapen, exporten av salt fisk, bomull, tobak och ris.

## Förvaltning
Kungen av huset Norodom var absolut enväldig över sina undersåtar och ägde all jord. Den högsta styrelsen var överlämnad åt 5 ministrar. Sedan 1884 var även förvaltningen underställd en fransk resident (résident supérieur), som sorterade under generalguvernören över Franska Indokina.
Fransmännen bestämde över skatter, tullar, offentliga arbeten och så vidare. Budgeten för 1909 uppgick till 2 784 000 piaster.

## Regenter
- Norodom, 1860-1904;
- Sisowath, 1904-1927;
- Sisowath Monivong, 1928-1941;
- Norodom Sihanouk, 1941-1955.